# Porto di Molfetta
Il porto di Molfetta è un porto italiano, con sede nella città di Molfetta.

## Storia
Nel corso del XVII secolo a Molfetta crebbe la necessità di un luogo di attracco più grande e più sicuro per le imbarcazioni che giungevano in città. Fino ad allora venivano utilizzati come approdi la Cala di S.Giacomo, sulla strada per Bisceglie e, successivamente, la Secca dei Pali, più vicina ma comunque di dimensioni insufficienti.
Nel 1824 il Comune di Molfetta incaricò Francesco Sponsilli, ex tenente del Genio, di progettare un porto. Sponsilli elaborò, insieme a Giuseppe Maria Giovene, un progetto dal costo preventivato di 31.000 ducati.
Questo primo preventivo aumenta fino a 55.000 nel 1825, in seguito ad alcune modifiche al progetto da parte dell'ingegner Gabriele Tommasi.
La prima pietra del nuovo porto di Molfetta fu posta dal re Ferdinando, il 30 maggio 1844. I lavori terminarono due anni dopo, nel 1846.
La costruzione del porto provocò un'enorme crescita del flusso commerciale, tanto che nel 1882 fu avviato l'ampliamento, alla presenza del Ministro dei Lavori Pubblici, Alfredo Baccarini. I lavori consistettero nel congiungimento dei due moli, costruiti in precedenza, alla città e nella costruzione del molo foraneo.
Negli anni successivi si ebbe la costruzione del molo Pennello nel 1890, dello scalo d'alaggio nel 1900 e della Banchina S.Domenico negli anni '20.

## Descrizione
Il porto di Molfetta è di tipo merci-peschereccio. Può ospitare circa 200 imbarcazioni di piccole-medie dimensioni. Sul gomito tra il molo foraneo e il molo San Michele, sorge il faro, inaugurato nel 1857.
Si estende per 364.000 m² ed è suddiviso in un bacino esterno di 229.000 m² e un avamporto interno. Ha uno sviluppo costiero di 2.355 m, di cui 1.395 rappresentati da banchine operative.
Il molo più ampio è quello di Levante, lungo 950 m, che si articola in tre bracci: Molo S.Corrado, Molo S.Vincenzo e Molo San Michele.
La sede della Capitaneria di Porto è in Banchina Seminario, accanto al Duomo.

## Galleria d'immagini

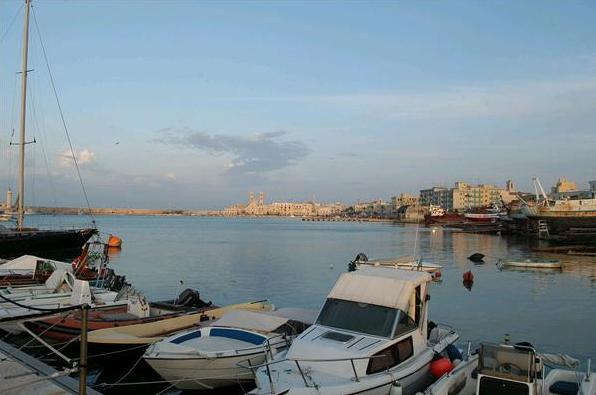
Il porto con il borgo antico sullo sfondo
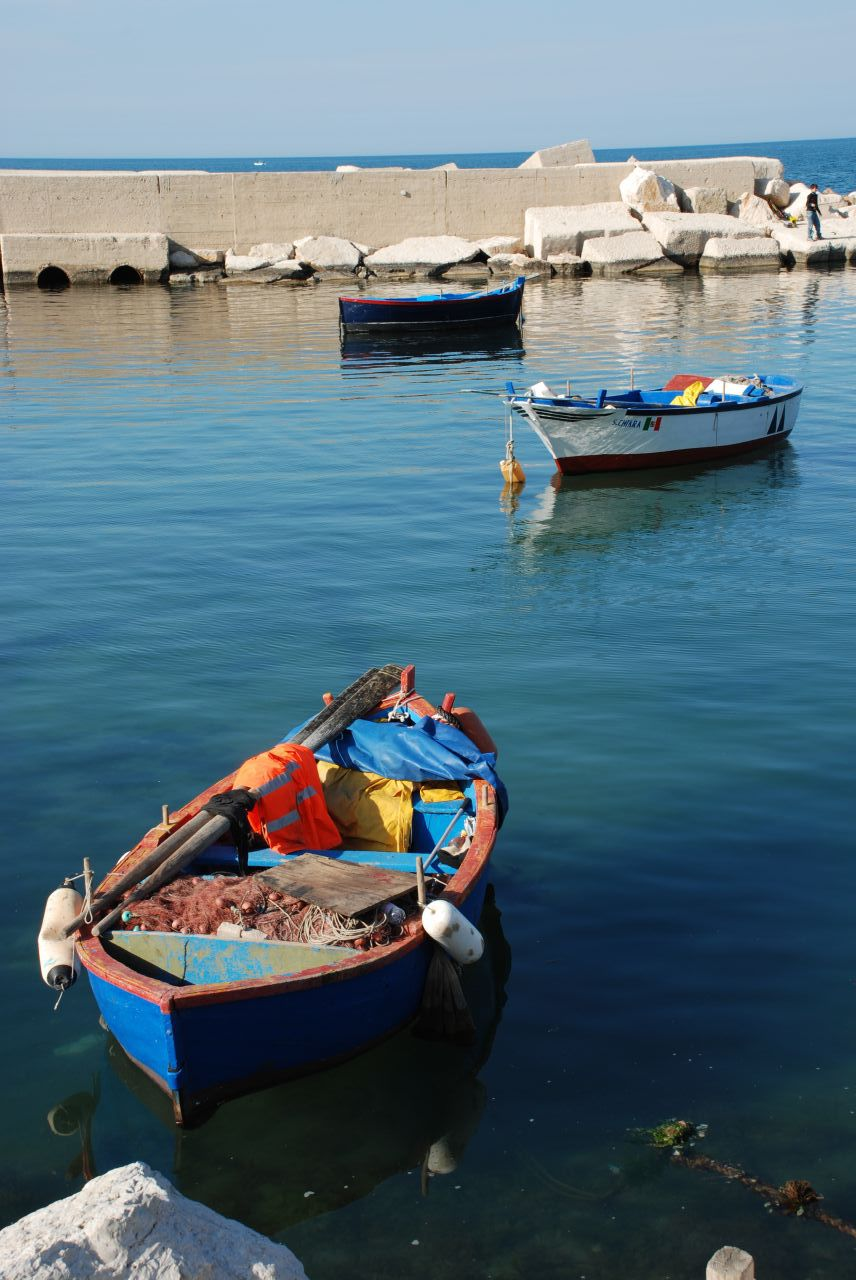
Barche ormeggiate nel porto
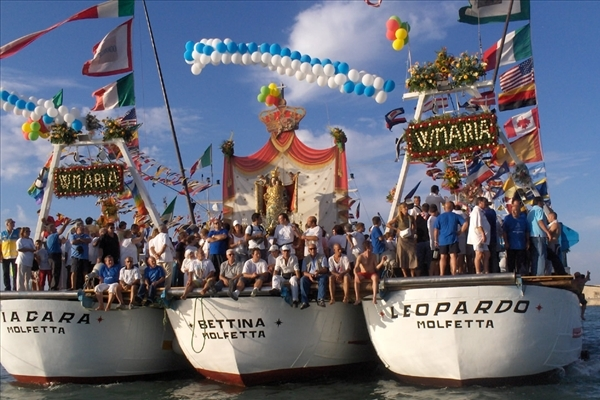
La Madonna dei Martiri, patrona della città di Molfetta, portata in processione su tre pescherecci, durante i festeggiamenti dell'8 settembre
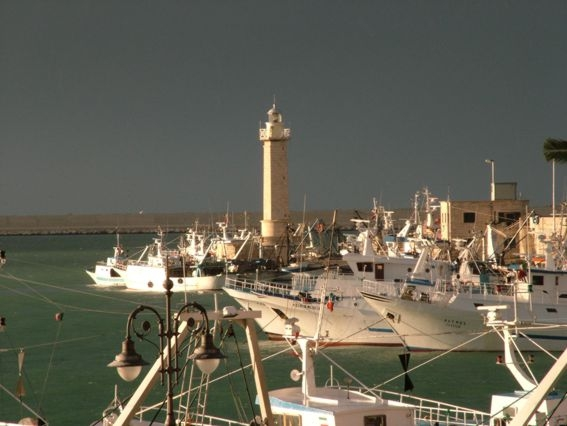
Il faro
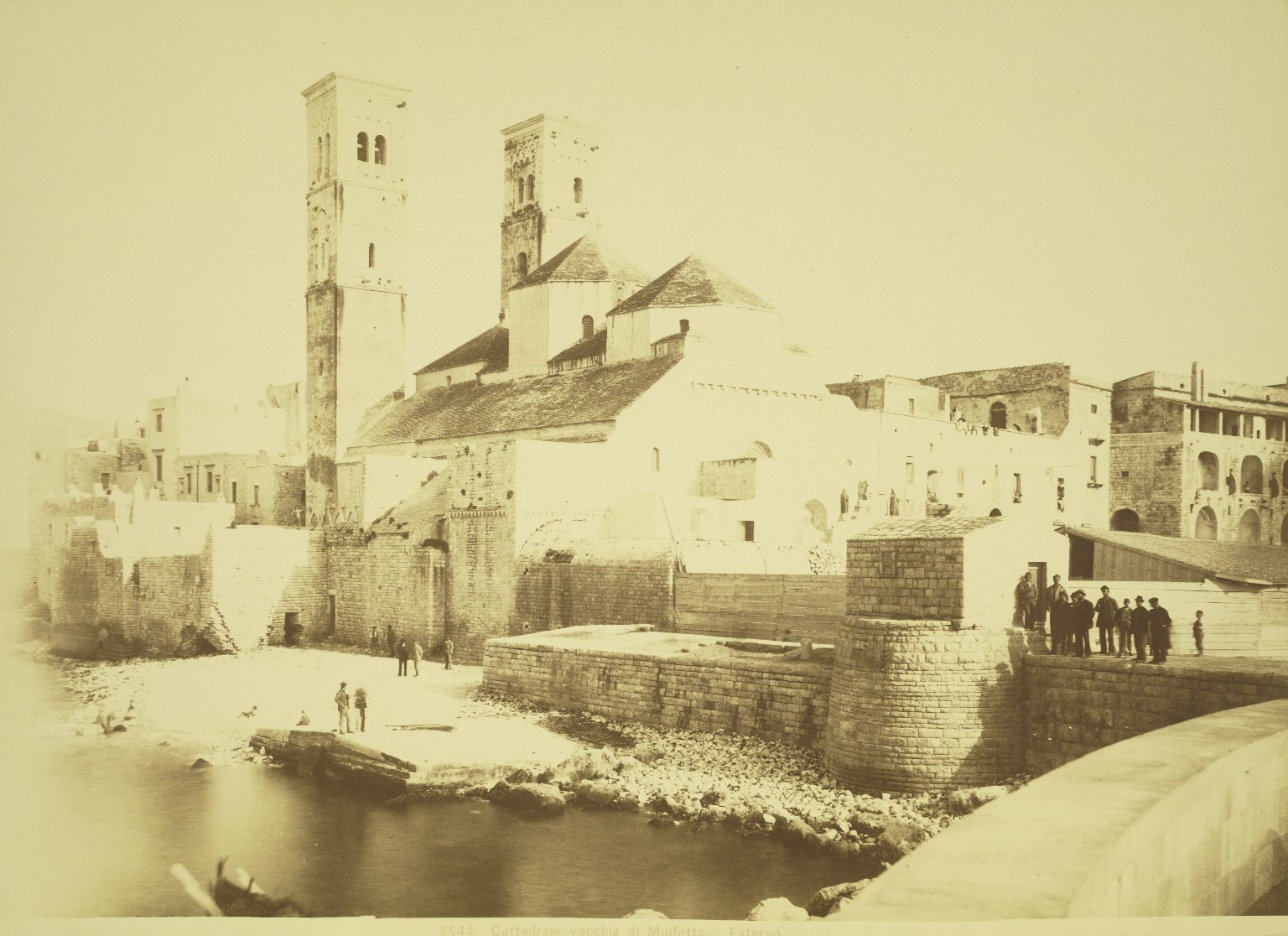
Costruzione della cala S.Andrea (1865 circa)